# Christian Cochius
Christian Cochius (auch Coch oder Koch; * 22. März 1632 in Neviges; † 29. März 1699 in Berlin) war ein deutscher reformierter Theologe und kurfürstlich-brandenburgischer Hof- und Domprediger in Berlin.

## Leben
Nach dem Studium der Theologie an der Universität Marburg erhielt Cochius 1655 als Nachfolger seines Vaters Johann Cochius seine erste Pfarrstelle in Neviges. 1659 wurde er Pfarrer in Solingen, von wo er 1677 nach Wesel wechselte. Dort amtierte er ab 1683 auch als Generalpräses der evangelischen Gemeinden in den Ländern der ehemaligen Herzogtümer Jülich-Kleve-Berg. 1687 berief ihn der Große Kurfürst als Dom- und Hofprediger nach Berlin und überließ ihm 1688 das Gut Tempelhof. 1688 hielt er die Leichenpredigt auf den Kurfürsten und veröffentlichte eine ausführliche Darstellung von dessen Sterben, Tod und Begräbnis. Auch weitere Kasualpredigten brachte er zum Druck, unter anderem die Taufpredigt auf den nachmaligen König Friedrich Wilhelm I. Den Kurfürsten Friedrich III. (und späteren König Friedrich I.) konnte er 1695 dazu bewegen, seiner Ehefrau Sophie Charlotte die Aufführung von Opern zu untersagen.
Cochius war zweimal verheiratet. Viele seiner zahlreichen Nachkommen waren ebenfalls in preußischen Diensten, darunter der Enkel Christian Johann Cochius (1688–1749) ebenfalls 1741–1749 als Hof- und Domprediger in Berlin.